# 2004年夏季残疾人奥林匹克运动会中非代表团
2004年夏季残疾人奥林匹克运动会中非共和国代表团是中非派出的2004年夏季残疾人奥林匹克运动会代表团。未获得奖牌。